# Kreßbach (Jagst, Herbolzheim)
Der Kreßbach ist ein kleiner Bach im Norden Baden-Württembergs, der im Dorf Herbolzheim der Kleinstadt Neudenau im Landkreis Heilbronn von links in die untere Jagst mündet. Nicht zu verwechseln ist er mit dem bis auf die Orthographie gleichnamigen Jagstzufluss Kressbach am Oberlauf bei Ellwangen.

## Name
Der Erstbeleg des Ortes Kreßbach von 1319 als Chrebesbach zeigt, dass sich das Bestimmungswort von Krebs ableitet.

## Geographie

### Verlauf
Der Kreßbach fließt auf seinem kurzen Lauf durchwegs nach Westen. 
Er ist an seinem oberen Abschnitt eher ein temporär wasserführender Graben zu nennen als ein Bach. Dieser Graben beginnt am Westrand des Harthäuser Waldes beim eben noch Neudenauer Fichtenhof, nahe der Grenze zwischen Neudenau und der Züttlinger Gemarkung der Stadt Möckmühl bei deren Weiler Ernstein. Er passiert am Südrand der Siedlung den Weiler Kreßbach, dort erreicht ihn von rechts der einzige merkliche Zufluss, ein Straßengraben gleichen Charakters von etwa einem Kilometer Länge. Dort ist sein Tal noch eine recht flache Mulde auf der Hochfläche zwischen der näheren Jagst im Norden und dem Kocher im Süden.
Weiter unterhalb, nachdem ihn die Landesstraße von Stein am Kocher nach Neudenau (L 720) überquert hat, beginnt es sich sehr schnell einzutiefen. Es schlägt eine S-förmige Kurve, in der auf dem Talgrund bald Häuser von Herbolzheim den Bach säumen. Zwischen dem Hungerberg links und dem aufwärtigen Mündungssporn rechts, auf dem die Ruine Heriboldesburg steht, erreicht der Kreßbach dann die Talmulde der Jagst. In der Dorfmitte Herbolzheim mündet der verdolte Kreßbach schließlich aus einem Rohr von links und etwas oberhalb der dortigen Flussbrücke in die Jagst.

### Einzugsgebiet
Das Einzugsgebiet umfasst 5,4 km² und ist ein schmaler, westwärts laufender Schlauch um den Bachlauf, oft nur einen halben Kilometer breit und kaum je einen, in dem der Bach meist näher an der linken Wasserscheide fließt. Selbst der einzige Zufluss beim Weiler Kreßbach kann es nicht weiten. Sein mit 303,9 m ü. NHN höchster Punkt liegt auf der östlichen Wasserscheide im Harthäuser Wald, die nördliche Wasserscheide liegt im oberen Einzugsgebiet oft über 280 m ü. NHN, die südliche regelmäßig tiefer als diese.  
Die Wasserscheide verläuft reihum im Norden gegen die Jagst, der von dieser her allenfalls unbedeutendere Bäche zulaufen, so im Nordosten der Ernsteinbach (1,0 km). Jenseits der Ostgrenze im Harthäuser Wald konkurriert der lange Buchsbach (7,7 km und 13,9 km²), dann an der südlichen Wasserscheide von Ost nach West der Oberlauf Osterbach des Kochertürner Merzenbachs (4,6 km), der Giesgraben (4,4 km und 4,4 km²), der Kohlbach (3,6 km) und der Lobenbach (1,7 km), die sämtlich südwärts zum Kocher entwässern.
Der Kreßbach fließt also in einem Bereich des Geländestreifens zwischen den Zwillingsflüssen Jagst und Kocher, wo die Wasserscheide zwischen beiden den Kocher sehr stark begünstigt. Trotz seines nur 5,3 km² großen Einzugsgebietes gehört der Kreßbach deshalb zusammen mit dem Büttenbach bei Züttlingen (2,6 km und 3,7 km²) zu den größten linksseitigen Zuflüssen der Jagst zwischen der Einmündung des bedeutenderen Sindelbachs bei Marlach und ihrer eigenen Mündung in Jagstfeld.

## Weinbau
Am untersten Abschnitt, wo das Tal des Kreßbachs stark eingetieft ist, wurde der sonnenseitige Hang weinbaulich genutzt, wovon Terrassen und Steinriegel zeugen. Wenige Weinberge werden heute noch bewirtschaftet.